# Marc Hype

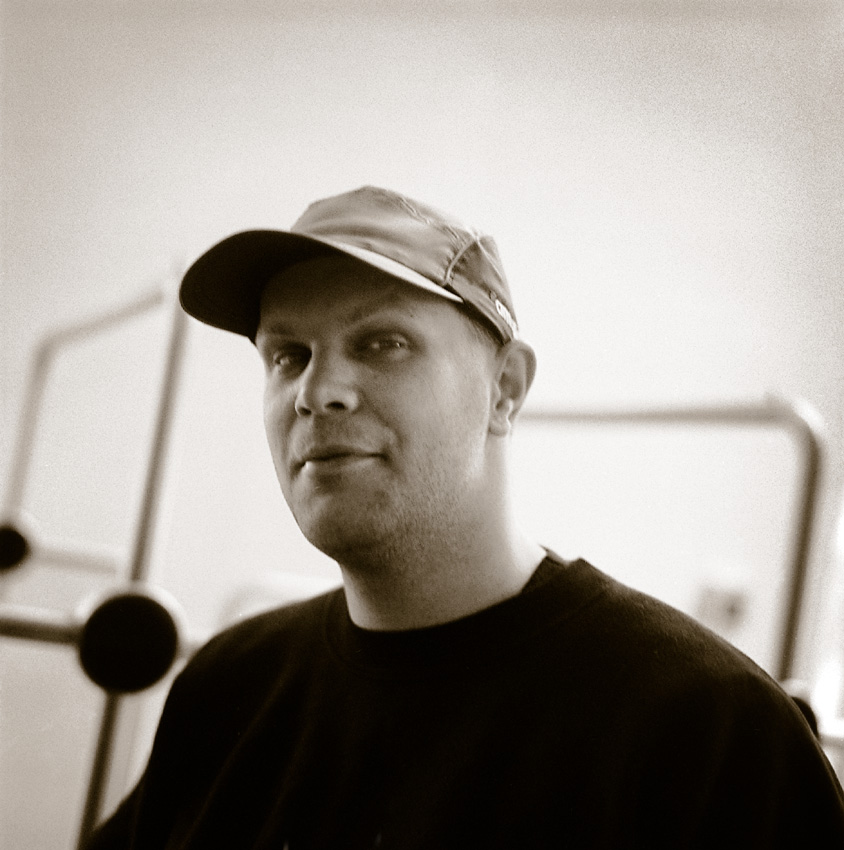
Berlin 2001

Marc Hype (* 29. März 1973 in Berlin als Marc Gärtner) ist ein deutscher DJ und Musikproduzent.
Marc Hype, der sich anfangs noch DJ Hype nannte, steht seit 1988 als DJ hinter den Turntables. Früher war er Mitglied der Hip-Hop-Gruppe Cheeba Garden. Er gewann 1998 und 1999 die deutschen ITF DJ Championships, war Kopf des DJ-Kollektivs Phaderheadz, tourte durch ganz Europa sowie USA, Japan, China, Vietnam, Kambodscha, Singapur, Indien, Vereinigte Arabische Emirate, Russland, Australien und Israel und veröffentlichte neben weiteren Projekten 2003 sein Debütalbum 1973 * Recon mit Gästen wie Masta Ace, Souls Of Mischief, Mr. Lif, Akrobatik, Beat Junkies & Killa Kela. Marc Hype trat 2003 und 2004 auch als Mixer auf zwei Funkvergnügen betitelten Rare Beat-Compilations in Erscheinung.
Seit 2004 wird er bei seinen DJ-Sets begleitet und ergänzt von Jim Dunloop, einem studierten Konzertpianisten. Dabei fließen Funkbreaks und Old School Hip-Hop mit live gespielten Pianoläufen zusammen. Gemeinsam haben sie Releases auf dem New Yorker Remixlabel Milk Crate Records. Ihre bekannteste Produktion ist eine neunminütige Coverversion des BBoy Klassikers The Mexican von Babe Ruth auf Melting Pot Music. 2009 erschien das Album „Stamp Out Reality“ auf Melting Pot Music, mit Gästen wie Blowfly, Lady Daisey, Mr Lif, Malena Perez, Sara de Bourgeois, Mr Complex und Flomega.
Heutzutage tourt er mit seinen Plattenkoffern um die Welt als Teil des Dusty Donuts Dj Squad/Label sowie dem in England beheimateten 45 Live DJ Team.

## Diskografie (Auswahl)
- Cheeba Garden – Houpa Doupa Crapola EP (1993; Juiceful Rec.)
- Cheeba Garden – Alea Iacta Est LP/CD (1996; Juiceful Rec.)
- Z-Trip & Hype – Roast Beef Mixtape (1997; Selfmade)
- Light it up (Punk!)  feat. Killa Kela – Battle of the Year 2000 Soundtrack LP/CD (2000; MoB)
- Pull Out Your Cut on Mr. Lif's Emergency Rations EP (2002; Definitive Jux)
- You can't effect on Killa Kela's The Permanent Marker LP (2002; Jazz Fudge Rec.)
- 1973 * Recon LP/DVD featuring: Masta Ace, Souls Of Mischief, Beat Junkies, Killa Kela, Mr. Lif, Akrobatik, Zion, Mr. Thing, Freestyle and more LP/CD (2003; MoB/Groove Attack)
- Marc Hype & Katmando – „Funkvergnügen“ Mix-CD (2003; MoB)
- Marc Hype & Mista Sinista – „Turntable Symphony“ Mixtape (2003; 24-7 Rec.)
- Marc Hype & Katmando – „Funkvergnügen 2“ Mix-CD (2004; Dusted Rec.)
- Marc Hype & Jim Dunloop – „The Antique Anthem / Blockbusta“ 12″ Vinyl (2005; Milk Crate Rec.)
- Marc Hype & Jim Dunloop – „Bombay Raw“ 12″ Vinyl (2005; Milk Crate Rec.)
- Marc Hype & Jim Dunloop – „Finale 74“ / „Finale 74 Remix“ feat. Nat Ill 12″ Vinyl (2006; Milk Crate Rec.)
- Marc Hype & Jim Dunloop – „The Mexican“ feat. Sara de Bourgeois 12″ Vinyl (2006; Melting Pot Music)
- Marc Hype & Jim Dunloop – „Supastars“ 7″ Vinyl (2007; Milk Crate Rec.)
- Marc Hype & Jim Dunloop – „Opus Daily“ Mix-CD (2007; Melting Pot Music)
- Marc Hype & Jim Dunloop – „It's a Spring Affair“ Mix-CD (2007; www.hiphopvinyl.de)
- Marc Hype & Jim Dunloop – „Point Blank“ / „Wah Wah Wah“ 12″ Vinyl (2008; Melting Pot Music)
- Marc Hype & Jim Dunloop – „Rare Occasion“ ft. Malena Perez / „Al Naafiysh (The Soul)“ 12″ Vinyl (2009; Melting Pot Music)
- Marc Hype & Jim Dunloop – „Stamp out Reality“ LP/CD/Digital (2009; Melting Pot Music)
- Marc Hype & Jim Dunloop – „Al Naafiysh (The Soul) / The Remixes“ Digital (2010; Melting Pot Music)
- Tippa Irie – „Free (Hype & Dunloop Remix)“ Digital (2011; Walch Music)
- Marc Hype & Jim Dunloop – „The Antique Anthem“ b/w „Make Your Move“ 7″ Vinyl (2015; Dusty Donuts)
- Marc Hype & Naughty NMX – „Uptown“ b/w Jim Sharp „Sugar Man“ 7″ Vinyl (2015; Dusty Donuts)
- Marc Hype & Jim Sharp – „Weapons of Choice Vol. 1“ 7″ Vinyl (2015; Dusty Donuts)
- Marc Hype & Naughty NMX – „The Get Down“ 7″ Vinyl (2016; Dusty Donuts)
- Marc Hype & Naughty NMX – „Funky Thang“ 7″ Vinyl (2017; Dusty Donuts)
- Sons of Time – „In Control“ (2017; Unique Records)
- Marc Hype & Naughty NMX – „I Don’t Understand Love“ b/w "Flamboyant Move" 7″ Vinyl (2018; Dusty Donuts)
- Marc Hype & Jim Dunloop – "Wah Wah Wah" 7" Vinyl (2018; Soul Dynamite 45s)
- Marc Hype & Naughty NMX – "Diamond Girl" b/w Jim Dunloop – "The Love Ride" 7" Vinyl (2018; Dusty Donuts)

## Auszeichnungen
- 1998 ITF German DJ Champion
- 1999 ITF German DJ Champion